# Liegi-Bastogne-Liegi 1909
La Liegi-Bastogne-Liegi 1909, quinta edizione della corsa, fu disputata il 16 maggio 1909 per un percorso di 235 km. Fu vinta dal belga Victor Fastre, giunto al traguardo in 8h21'00" alla media di 28,140 km/h, precedendo i connazionali Eugène Charlier e Paul Deman. 
Dei 60 ciclisti alla partenza coloro che portarono a termine la gara al traguardo di Liegi furono 41.

## Ordine d'arrivo (Top 10)
| Pos. | Corridore         | Squadra       | Tempo    |
| ---- | ----------------- | ------------- | -------- |
| 1    | Victor Fastre     | -             | 8h21'00" |
| 2    | Eugene Charlier   | -             | s.t.     |
| 3    | Paul Deman        | Saphir Cycles | s.t.     |
| 4    | Félicien Salmon   | -             | s.t.     |
| 5    | Hector Tiberghien | -             | s.t.     |
| 6    | Charles Deruyter  | -             | s.t.     |
| 7    | Arthur Geoffroy   | -             | s.t.     |
| 8    | Aimé Behaeghe     | -             | s.t.     |
| 9    | Joseph Matagne    | -             | a 1'30"  |
| 10   | Jacques Coomans   | -             | s.t.     |